# Om kära vänner mig bortglömma
Om kära vänner mig bortglömma är en frikyrklig psalmtext av Carl Lundgren. Den består av åtta verser och publicerades första gången i Nöd och Nåd.

## Publicerad i
- Nöd och Nåd, som nummer 11 med titeln "Mina rättigheter".[1]
- Hjärtesånger (1895), som nummer 225 under Blandade sånger – Förnöjsamhet.